# Каждан, Яков Маркович
Яков Маркович Каждан (16 марта 1918, Новый Буг, Херсонская губерния — 2007, Москва) — советский и российский учёный в области прикладной математики и механики. Доктор физико-математических наук. Ветеран Великой Отечественной войны, партизан.

## Биография
Родился в семье меламеда Меира Иосифовича Каждана. При советской власти отец Якова учительствовал, с 1930 года работал счетоводом, с началом Великой Отечественной войны попал в оккупацию и был убит в 1941 году. Мать, занимавшуюся домашним хозяйством, Яков потерял очень рано — она умерла ещё в 1932 году.
Окончив полные 10 классов в Николаеве, Яков Каждан поступил на математический факультет Одесского государственного университета, откуда осенью 1938 года перевёлся на 4-й курс механико-математического факультета Московского государственного университета. Научным руководителем стал выдающийся учёный-тополог П. С. Александров. По окончании Университета в 1940 году был принят в аспирантуру НИИ математики МГУ.
Участник Великой Отечественной войны. В июле 1941 году Каждан добровольцем вступил в истребительный батальон Краснопресненского района г. Москвы. В январе 1942 года был направлен в управление Генштаба, а в марте 1942 года в составе диверсионно-десантной группы Разведупра Генштаба РККА был заброшен во вражеский тыл в Лепельский район Витебской области. Был инструктором-подрывником отряда «Большевик» бригады имени Сталина.
В июле 1944 года партизанский отряд соединился с частями советской армии, еще ранее в том же году Каждан был принят подпольным комитетом ВКП(б) в кандидаты в члены партии, в 1946 году стал членом ВКП(б). Был награжден боевыми орденами Красного Знамени (1943), Отечественной войны I степени (1944), медалями, позднее орденом Отечественной войны II степени (дважды).
В 1944 году Каждан вернулся в Москву. Был зачислен курсантом Московского военно-инженерного училища в Болшево, которое окончил в апреле 1945 года. С апреля по сентябрь командовал взводом ОООН НКГБ СССР. В сентябре 1945 года был демобилизован и вернулся в аспирантуру. Окончил аспирантуру в 1947 году. В июне 1947 года защитил кандидатскую диссертацию.
Участник разработки советского ядерного оружия, с апреля 1947 года работал в группе Л. Д. Ландау в Институте физических проблем, младший, с января 1952 — старший научный сотрудник. В апреле 1954 года перешёл на работу в Институт прикладной математики АН СССР. За участие в Атомном проекте награжден орденами «Знак Почёта» (1954, 1956).
Доктор физико-математических наук (1981), тема диссертации «Исследование асимптотик решений некоторых задач газовой динамики».
Более 50 лет подряд проработал в одной и той же организации, в Институте прикладной математики АН СССР/РАН.

## Научные интересы
Газовая динамика. Крупный специалист по численным и аналитическим методам газовой динамики и смежных разделов механики. Среди его научных результатов — исследование автомодельных задач о сходящейся ударной волне (совместно с К. В. Брушлинским) и о схлопывающейся полости в жидкости.